# Cuatresia riparia
Cuatresia riparia là loài thực vật có hoa trong họ Cà. Loài này được (Kunth) Hunz. mô tả khoa học đầu tiên năm 1977.